# 塔卡溫古
塔卡溫古是東非國家肯雅的城鎮，由濱海省負責管轄，位於該國沿岸，處於蒙巴薩和馬林迪之間，主要經濟活動是漁業，居民大多是信奉伊斯蘭教的斯瓦希里人，人口約1,500。